# William Joseph Rainbow
William Joseph Rainbow, född 1856 i Yorkshire, död 21 november 1919 i Sydney, var en australisk araknolog och entomolog.
Rainbows far var officer i Royal Marines, och William Joseph Rainbow växte upp i olika engelska hamnstäder och Edinburgh. År 1873 flyttade han till Nya Zeeland och arbetade som journalist hos Wanganui Herald, som leddes av John Ballance, som senare blev Nya Zeelands premiärminister. Från 1883 bodde han i Sydney och arbetade som journalist på olika tidningar. År 1885 anställdes han som entomolog på Australian Museum.
Rainbow var en av grundarna av Naturalists' Society of New South Wales, medlem av Linnean Society of New South Wales, Royal Zoological Society of New South Wales, Royal Entomological Society i London, Linnean Society of London och Société entomologique de France.
Han gav ut omkring 70 vetenskapliga arbeten och beskrev runt 200 spindelarter för första gången. Spindelarten Trittame rainbowi är uppkallad efter honom.